# Saúde (Bahia)
Pour les articles homonymes, voir Saúde.
Saúde est une municipalité brésilienne de l'État de Bahia et la microrégion de Jacobina.